# Margot Wallström
Margot Elisabeth Wallström (Skellefteå, 28 settembre 1954) è una politica e blogger svedese.

## Biografia
Esponente del Partito Socialdemocratico dei Lavoratori di Svezia, è stata primo vicepresidente della Commissione Barroso I e responsabile per le Relazioni interistituzionali e la strategia della comunicazione.
È sposata ed ha due figli. È in politica dal 1973 dopo gli studi superiori, è stata eletta al parlamento svedese nel 1979. Dal 1994 al 1996 è stata ministro della Cultura svedese e dal 1996 al 1998 ministro degli Affari sociali.
Mantiene un blog (generalmente in lingua inglese) aggiornato molto frequentemente e aperto ai commenti, che in passato ha portato a veri e propri dibattiti sulla politica europea.

### Commissario europeo
Dal 1999 al 2004 è stata commissario europeo responsabile per l'Ambiente nella Commissione Prodi. Durante il mandato ha curato il varo del piano d'azione per l'ambiente e la salute 2004-2010,  nel quale si avvia un'azione volta a ridurre le malattie provocate dall'inquinamento ambientale.
Venne riconfermata cinque anni più tardi nella commissione guidata da José Barroso nella quale le fu affidato il portafoglio alle Relazioni Istituzionali oltre ad essere nominata primo vicepresidente della Commissione. Durante questo secondo mandato fu rappresentante della Commissione presso il gruppo Amato, gruppo di uomini politici di alto-livello che lavorarono ufficiosamente al fine di riscrivere la Costituzione europea dopo la sua bocciatura nei referendum in Francia e nei Paesi Bassi nel 2005. Il testo è stato la base dalla quale fu scritto il Trattato di Lisbona firmato nel 2007.
Il 16 novembre 2007 è diventata presidente dell'Iniziativa ministeriale del Consiglio delle donne leader mondiali organizzazione fondata dell'ex segretario di Stato statunitense Madeleine Albright.

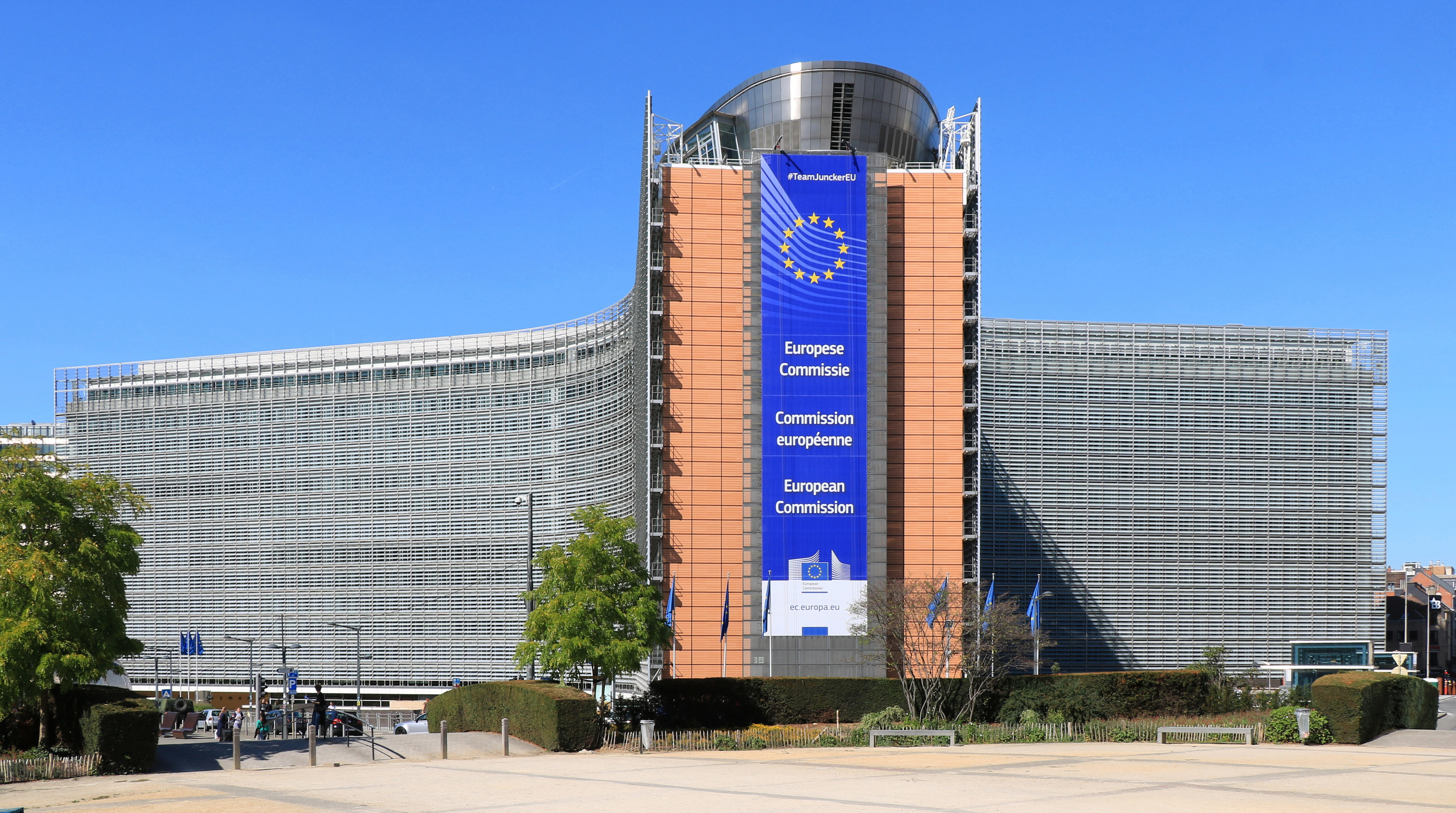
La Commissione Europea, di cui Margot Wallström è stata Vicepresidente dal 2004 al 2010.

### Rappresentante speciale per la violenza sessuale nei conflitti
Il 31 gennaio 2010 il segretario generale delle Nazioni Unite Ban Ki-moon ha annunciato, al vertice dell'Unione Africana, di nominarla come primo rappresentante speciale delle Nazioni Unite sulla violenza sessuale nei conflitti, allo scopo di proteggere le vittime di violenze sessuali non solo nei conflitti, ma anche nelle fasi ad essi successive. Come primo viaggio si è recata presso la Repubblica Democratica del Congo dove si stima che siano state più di 8000 le donne vittime di violenza durante lo scontro tra fazioni.

### Ministro degli affari esteri (2014-2019)
Nel 2014 fu nominata ministro degli Affari Esteri nel governo Löfven I. Subito dopo la nomina, dichiarò di riconoscere la Palestina come Stato, divenendo il primo ministro degli Esteri dell'Unione europea a riconoscerlo. Come conseguenza, il giorno stesso Israele richiamò il suo ambasciatore in Svezia per consultazioni.
Nel dicembre 2014 Wallström convocò l'ambasciatore russo in Svezia, Victor Ivanovitj Tatarintsev, per esprimere la preoccupazione riguardo al comportamento di un caccia militare russo che, secondo le autorità svedesi, aveva costretto un volo SAS da Copenaghen a Poznan a cambiare rotta quando si trovava al largo della Svezia meridionale; l'incidente aveva riacuito le frizioni riguardo i voli militari russi sopra la Scandinavia. L'11 settembre 2015 convocò nuovamente l'ambasciatore russo per chiarimenti sui commenti del ministero degli Esteri russo riguardo a "conseguenze" nel caso la Svezia avesse aderito alla NATO.
Nel maggio 2015 il segretario generale delle Nazioni Unite Ban Ki-moon nominò Wallström membro del Comitato per il finanziamento umanitario, in preparazione del World Humanitarian Summit.
Uno degli obiettivi principali della politica estera di Wallström era consentire alla Svezia l'accesso a uno dei seggi non permanenti nel Consiglio di sicurezza dell'ONU nelle elezioni di quest'organo nel 2016. Questo risultato fu conseguito il 28 giugno 2016.
Nel febbraio 2018 Wallström cancellò la sua prevista visita in Turchia, due settimane prima della stessa, per protestare contro l'invasione turca del nord della Siria, il cui scopo era espellere i combattenti curdi, appoggiati dagli Stati Uniti, dall'area di Afrin.